# Arthur Bahl
Arthur Bahl (Wiesbaden, 9 augustus 1893 - Karlsruhe, 31 januari 1966) was een Duits officier en Generalmajor der Polizei tijdens de Tweede Wereldoorlog. 

## Leven
Op 9 augustus 1893 werd Arthur Bahl geboren in Wiesbaden. Na het behalen van zijn Abitur aan het gymnasium in maart 1913, ging hij van april tot juli 1913 rechten studeren (1 semester). Op 1 augustus 1913 meldde Bahl zich als Fahnenjunker (aspirant-officier) aan in het Badens leger. Hij werd geplaatst in het 9. Badisches Infanterie-Regiment Nr. 170.

### Eerste Wereldoorlog
Van maart tot 1 augustus 1914 ging Bahl naar de militaire school Hersfeld. Hij kwam als een Leutnant (tweede luitenant) terug bij zijn eenheid. Op 27 augustus 1914 raakte hij bij Sainte-Barbe gewond en werd opgenomen in het ziekenhuis tot augustus 1916. Na zijn herstel werd hij benoemd tot adjudant in het Bezirkskommando Offenburg (vrije vertaling: districtscommando Offenburg). Op 22 maart 1918 volgde Bahl zijn bevordering tot Oberleutnant (eerste luitenant). Vanaf april 1919 tot januari 1920 was hij ingezet in het Grenzschutz Ost (grensbewaking Oost). 

### Interbellum
In februari 1920 werd Bahl overgeplaatst als adjudant naar het verbindingspunt Stuttgart van de Heeresfriedenskommission. Op 31 december 1920 verliet Bahl de actieve dienst. In 1921 ging hij werken voor de Badense Orpo in Baden. Bahl werd aangesteld als Polizeileutnant (tweede luitenant in de politie), en werd benoemd tot plaatsvervangend Hundertschaftsführer (vergelijkbaar met een pelotonscommandant) in Müllheim. Op 19 maart 1921 kreeg Bahl het Charakter van een Hauptmann a.D. (eretitel van kapitein buiten dienst). Hierop volgend werd hij bevorderd tot Polizeihauptmann (kapitein in de politie). Na zijn bevordering werd hij benoemd tot chef van de Polizeihundertschaft Sigmaringen. Hierna werd Bahl overgeplaatst naar de Polizeihundertschaft Pforzheim. In april 1923 werd hij gecommandeerd naar de Vorklasse van de Badische Polizei u. Gendarmerieschule Karlsruhe (vrije vertaling: Badense politie en gendarmerieschool). Hij voerde voor een korte periode het commando als Kommandant der Schutzpolizei Rastatt (KdS). In april 1933 volgde Bahl zijn benoeming tot chef van de Badense politie en gendarmerieschool in Karlsruhe. Op 1 mei 1933 werd hij lid van de Nationaalsocialistische Duitse Arbeiderspartij (NSDAP). In oktober 1933 werd Bahl bevorderd tot Polizeimajor (majoor in de politie). Vanaf 1934 tot 30 november 1937 werkte hij als administratief medewerker van de Schutzpolizei in het Badens ministerie van Binnenlandse Zaken. Op 30 januari 1937 werd Bahl bevorderd tot Oberstleutnant der Polizei (luitenant-kolonel in de politie). In december 1937 volgde hij de 9e luchtbeschermingsleergang in de leerstaf van de luchtbescherming in Berlin-Schöneberg. Vanaf 1 januari 1938 tot 31 december 1939 was Bahl werkzaam in Keulen als waarnemer, plaatsvervanger van de Kommandant der Schutzpolizei (KdS), en plaatsvervangend commandant van de Luchtbeschermingspolitie.

### Tweede Wereldoorlog
Na zijn bevordering tot Oberst der Schutzpolizei (kolonel in de politie), voerde Bahl het commando over Schutzpolizei in Keulen. Tegelijkertijd vertegenwoordigde hij de hoofdcommissaris van Keulen als plaatselijk hoofd luchtbescherming. Vanaf september 1943 was hij commandant van de militaire academie van de Orpo in Oranienburg. In april 1944 werd Bahl benoemd tot leider van de afdelingsgroep Kommando II in het Kommandoamt van het Hauptamt Ordnungspolizei. Op 1 september 1944 werd Bahl benoemd tot Kommandant der Schutzpolizei (KdS) in Wenen.
Aan het einde van de oorlog werd Bahl krijgsgevangen gemaakt door het Rode Leger, en overgedragen aan de Amerikanen. En werd vanaf 2 augustus 1945 tot 30 maart 1947 in de kampen Neu-Ulm en Garmisch geïnterneerd.

## Na de oorlog
Op 8 mei 1947 schreef zijn voormalige meerdere de Polizeioberst a.D. Blankenhorn hem een bewijs van goed gedrag. Bahl schreef nog over de activiteiten van de Schutzpolizei in Keulen, alleen over kwesties van de luchtbescherming. Op 31 januari 1966 stierf Bahl in Karlsruhe.

## Carrière
Bahl bekleedde verschillende rangen in zowel het Badens leger als de politie. De volgende tabel laat zien dat de bevorderingen niet synchroon liepen.
| Datums                                                       | Badens leger | Reichswehr               | Politie                    |
| ------------------------------------------------------------ | ------------ | ------------------------ | -------------------------- |
| 1 augustus 1913                                              | Fahnenjunker | —                        | —                          |
| Augustus 1914 (met Patent vanaf 19 december 1912)            | Leutnant     | —                        | —                          |
| 22 maart 1918                                                | Oberleutnant | —                        | —                          |
| 1 januari 1921                                               | —            | —                        | Polizeileutnant            |
| 19 maart 1921                                                | —            | Charakter Hauptmann a.D. | —                          |
| 1 januari 1923                                               | —            | —                        | Polizeihauptmann           |
| 1 oktober 1933 (RDA vanaf 1 augustus 1933)                   | —            | —                        | Polizeimajor               |
| 1 januari 1937 - 30 januari 1937 (RDA vanaf 30 januari 1937) | —            | —                        | Oberstleutnant der Polizei |
| 1 januari 1940 - 30 januari 1940 (RDA vanaf 30 januari 1940) | —            | —                        | Oberst der Schutzpolizei   |
| 1 september 1941 (RDA vanaf 21 juni 1944)                    | —            | —                        | Generalmajor der Polizei   |

## Lidmaatschapsnummer
- NSDAP-nr.: 2547790 (lid geworden 1 mei 1933[1][2])

## Onderscheidingen
Selectie:
- IJzeren Kruis 1914, 1e Klasse[1][2] en 2e Klasse[1][2]
- Ridder der Tweede Klasse in de Orde van de Leeuw van Zähringen met zwaarden op 19 april 1917[1]
- Gewondeninsigne 1918 in zwart[1] in 1918[5]
- Kruis voor Oorlogsverdienste, 1e Klasse en 2e Klasse met zwaarden[1][2]
- Dienstonderscheiding van de Politie in goud (25 dienstjaren) in 1938[1][2]

## Publicaties
- (de)  Der Einsatz der Schutzpolizei in Köln während des Krieges 1939/45.
- (de)  Polizei im Einsatz während des Krieges 1939 - 1945 in Rheinland-Westfalen. 1957

## Afkortingen
- mit der Wahrnehmung der Geschäfte beauftragt (m.d.W.d.G.b.) (vrije vertaling: met de waarneming van de functie belast)
- KdS = Kommandeur der Schutzpolizei